# Saison 2015 de la WTA
Cet article traite de la saison 2015 féminine. Pour la saison 2015 masculine, voir Saison 2015 de l'ATP.
Pour un article plus général, voir 2015 en tennis.
Vainqueurs des tournois majeurs
Cette page rassemble les résultats de la saison 2015 de tennis féminin ou WTA Tour 2015 qui est constituée de 65 tournois répartis de la façon suivante :
- 61 sont organisés par la WTA :
  - les tournois WTA Premier : 4 Premier Mandatory (PREMIER*), 5 tournois Premier 5 et 12 tournois Premier ;
  - les tournois WTA International, au nombre de 32 ;
  - les tournois WTA 125, au nombre de 6 ;
  - le Masters ou WTA Tour Finals qui réunit les huit meilleures joueuses au classement WTA en fin de saison ;
  - le WTA Elite Trophy qui regroupe les joueuses non qualifiées pour le Masters, classées entre la 9e et la 20e place au classement.
- les 4 tournois du Grand Chelem.

À ces compétitions individuelles s'ajoutent 2 compétitions par équipes nationales organisées par l'ITF :
la Fed Cup et la Hopman Cup (compétition mixte qui n'attribue pas de points WTA).

## Nouveautés 2015
- L'Open GDF Suez de Paris disparaît du calendrier, au profit du tournoi d'Anvers qui effectue son retour sept ans après sa dernière organisation.
- Le tournoi d'Oeiras est également supprimé du calendrier au profit de l'Open de Prague.
- La saison sur gazon est allongée d'une semaine, au bénéfice du tournoi de Nottingham qui fait son retour dans le calendrier.
- Plusieurs tournois sont déplacés dans la saison : l'Open de Doha est décalé d'une semaine, l'Open de Malaisie passe d'avril à mars, le tournoi du Brésil passe de février à juillet, et l'Open du Japon et le tournoi de Hong Kong intervertissent leur place.
- Les tournois de Corée et de Canton voient leur dotation passer de 500 000 à 250 000 dollars. L'Open de Dubaï passe en Premier 5, à la place de celui de Doha.
- Le tournoi international des championnes est supprimé et remplacé par le WTA Elite Trophy à Zhuhai.

## Classements en fin de saison

### Évolution du Top 10
| Rang | Évolution     | Nom                 | Points |
| ---- | ------------- | ------------------- | ------ |
| 1    | en stagnation | Serena Williams     | 8 485  |
| 2    | en stagnation | Maria Sharapova     | 7 050  |
| 3    | en stagnation | Simona Halep        | 6 292  |
| 4    | en stagnation | Petra Kvitová       | 5 966  |
| 5    | en stagnation | Ana Ivanović        | 4 820  |
| 6    | en stagnation | Agnieszka Radwańska | 4 810  |
| 7    | en stagnation | Eugenie Bouchard    | 4 715  |
| 8    | en stagnation | Caroline Wozniacki  | 4 625  |
| 9    | en stagnation | Angelique Kerber    | 3 480  |
| 10   | en stagnation | Dominika Cibulková  | 3 052  |

| Rang | Évolution     | Nom                | Points |
| ---- | ------------- | ------------------ | ------ |
| 1    | en stagnation | Sara Errani        | 9 585  |
| 1    | en stagnation | Roberta Vinci      | 9 585  |
| 3    | en stagnation | Peng Shuai         | 7 800  |
| 4    | en stagnation | Cara Black         | 6 775  |
| 5    | en stagnation | Hsieh Su-wei       | 6 510  |
| 6    | en stagnation | Sania Mirza        | 6 470  |
| 7    | en stagnation | Ekaterina Makarova | 5 580  |
| 7    | en stagnation | Elena Vesnina      | 5 580  |
| 9    | en stagnation | Květa Peschke      | 5 000  |
| 10   | en stagnation | Katarina Srebotnik | 4 630  |

| Rang | Évolution       | Nom                 | Points |
| ---- | --------------- | ------------------- | ------ |
| 1    | en stagnation   | Serena Williams     | 9 945  |
| 2    | en augmentation | Simona Halep        | 6 060  |
| 3    | en augmentation | Garbiñe Muguruza    | 5 200  |
| 4    | en diminution   | Maria Sharapova     | 5 011  |
| 5    | en augmentation | Agnieszka Radwańska | 4 500  |
| 6    | en diminution   | Petra Kvitová       | 4 220  |
| 7    | en augmentation | Venus Williams      | 3 790  |
| 8    | en augmentation | Flavia Pennetta     | 3 621  |
| 9    | en augmentation | Lucie Šafářová      | 3 590  |
| 10   | en diminution   | Angelique Kerber    | 3 590  |

| Rang | Évolution       | Nom                   | Points |
| ---- | --------------- | --------------------- | ------ |
| 1    | en augmentation | Sania Mirza           | 11 355 |
| 2    | en augmentation | Martina Hingis        | 11 355 |
| 3    | en augmentation | Bethanie Mattek-Sands | 7 450  |
| 4    | en augmentation | Lucie Šafářová        | 6 866  |
| 5    | en augmentation | Casey Dellacqua       | 5 835  |
| 6    | en augmentation | Yaroslava Shvedova    | 5 720  |
| 7    | en augmentation | Chan Yung-jan         | 5 570  |
| 8    | en diminution   | Elena Vesnina         | 5 275  |
| 9    | en augmentation | Kristina Mladenovic   | 5 095  |
| 10   | en diminution   | Ekaterina Makarova    | 4 586  |

### Résultat des gains en tournoi
| #  | Joueuse              | Pays       | Simple       | Double      | Mixte     | Total        |
| -- | -------------------- | ---------- | ------------ | ----------- | --------- | ------------ |
| 1  | Serena Williams      | États-Unis | 10 582 642 $ | 0 $         | 0 $       | 10 582 642 $ |
| 2  | Garbiñe Muguruza     | Espagne    | 4 168 418 $  | 329,890 $   | 0 $       | 4 498 308 $  |
| 3  | Flavia Pennetta      | Italie     | 4 174 427 $  | 231,578 $   | 0 $       | 4 406 005 $  |
| 4  | Agnieszka Radwańska  | Pologne    | 4 102 293 $  | 0 $         | 0 $       | 4 102 293 $  |
| 5  | Maria Sharapova      | Russie     | 3 949 284 $  | 0 $         | 0 $       | 3 949 284 $  |
| 6  | Simona Halep         | Roumanie   | 3 890 231 $  | 22,896 $    | 5,000 $   | 3 918 127 $  |
| 7  | Petra Kvitová        | Tchéquie   | 3 038 722 $  | 0 $         | 0 $       | 3 038 722 $  |
| 8  | Lucie Šafářová       | Tchéquie   | 2 195 988 $  | 750,273 $   | 0 $       | 2 946 261 $  |
| 9  | Venus Williams       | États-Unis | 2 404 419 $  | 0 $         | 0 $       | 2 404 419 $  |
| 10 | Roberta Vinci        | Italie     | 2 220 284 $  | 89,537 $    | 0 $       | 2 309 821 $  |
| 11 | Timea Bacsinszky     | Suisse     | 1 924 915 $  | 38,730 $    | 0 $       | 1 963 645 $  |
| 12 | Carla Suárez Navarro | Espagne    | 1 601 788 $  | 331,917 $   | 0 $       | 1 933 705 $  |
| 13 | Martina Hingis       | Suisse     | 0 $          | 1 532 881 $ | 223,519 $ | 1 756 400 $  |
| 14 | Ekaterina Makarova   | Russie     | 1 288 897 $  | 416,541 $   | 0 $       | 1 705 438 $  |
| 15 | Madison Keys         | États-Unis | 1 654 691 $  | 35,555 $    | 2,440 $   | 1 692 686 $  |

Source : Classement des gains en tournoi sur le site officiel de la WTA.

## Palmarès

### Simple
| No | Date       | Nom et lieu du tournoi                             | Catégorie    | Dotation     | Surface         | Vainqueure          | Finaliste            | Score                |         |
| -- | ---------- | -------------------------------------------------- | ------------ | ------------ | --------------- | ------------------- | -------------------- | -------------------- | ------- |
| 1  | 04/01/2015 | Brisbane International by Suncorp, Brisbane        | Premier      | 1 000 000 $  | Dur (ext.)      | Maria Sharapova     | Ana Ivanović         | 6-74, 6-3, 6-3       | Tableau |
| 2  | 04/01/2015 | Shenzhen Open, Shenzhen                            | Intern'l     | 500 000 $    | Dur (ext.)      | Simona Halep        | Timea Bacsinszky     | 6-2, 6-2             | Tableau |
| 3  | 05/01/2015 | ASB Classic, Auckland                              | Intern'l     | 250 000 $    | Dur (ext.)      | Venus Williams      | Caroline Wozniacki   | 2-6, 6-3, 6-3        | Tableau |
| 4  | 11/01/2015 | Apia International Sydney, Sydney                  | Premier      | 731 000 $    | Dur (ext.)      | Petra Kvitová       | Karolína Plíšková    | 7-65, 7-66           | Tableau |
| 5  | 11/01/2015 | Hobart International, Hobart                       | Intern'l     | 250 000 $    | Dur (ext.)      | Heather Watson      | Madison Brengle      | 6-3, 6-4             | Tableau |
| 6  | 19/01/2015 | Australian Open, Melbourne                         | G. Chelem    | 15 561 973 $ | Dur (ext.)      | Serena Williams     | Maria Sharapova      | 6-3, 7-65            | Tableau |
| 7  | 09/02/2015 | BNP Paribas Fortis Diamond Games, Anvers           | Premier      | 731 000 $    | Dur (int.)      | Andrea Petkovic     | Carla Suárez Navarro | Forfait              | Tableau |
| 8  | 09/02/2015 | PTT Thailand Open, Pattaya                         | Intern'l     | 250 000 $    | Dur (ext.)      | Daniela Hantuchová  | Ajla Tomljanović     | 3-6, 6-3, 6-4        | Tableau |
| 9  | 15/02/2015 | Duty Free Tennis Championships, Dubaï              | Premier 5    | 2 513 000 $  | Dur (ext.)      | Simona Halep        | Karolína Plíšková    | 6-4, 7-64            | Tableau |
| 10 | 16/02/2015 | Rio Open by Claro, Rio de Janeiro                  | Intern'l     | 250 000 $    | Terre (ext.)    | Sara Errani         | Anna K. Schmiedlová  | 7-62, 6-1            | Tableau |
| 11 | 23/02/2015 | Qatar Total Open 2015, Doha                        | Premier      | 731 000 $    | Dur (ext.)      | Lucie Šafářová      | Victoria Azarenka    | 6-4, 6-3             | Tableau |
| 12 | 23/02/2015 | Abierto Mexicano Telcel por HSBC, Acapulco         | Intern'l     | 250 000 $    | Dur (ext.)      | Timea Bacsinszky    | Caroline Garcia      | 6-3, 6-0             | Tableau |
| 13 | 02/03/2015 | Abierto Monterrey Afirme, Monterrey                | Intern'l     | 500 000 $    | Dur (ext.)      | Timea Bacsinszky    | Caroline Garcia      | 4-6, 6-2, 6-4        | Tableau |
| 14 | 02/03/2015 | BMW Malaysian Open, Kuala Lumpur                   | Intern'l     | 250 000 $    | Dur (ext.)      | Caroline Wozniacki  | Alexandra Dulgheru   | 4-6, 6-2, 6-1        | Tableau |
| 15 | 11/03/2015 | BNP Paribas Open, Indian Wells                     | PREMIER*     | 5 381 235 $  | Dur (ext.)      | Simona Halep        | Jelena Janković      | 2-6, 7-5, 6-4        | Tableau |
| 16 | 23/03/2015 | Miami Open presented by Itaú, Miami                | PREMIER*     | 5 381 235 $  | Dur (ext.)      | Serena Williams     | Carla Suárez Navarro | 6-2, 6-0             | Tableau |
| 17 | 06/04/2015 | Family Circle Cup, Charleston                      | Premier      | 731 000 $    | Terre (ext.)    | Angelique Kerber    | Madison Keys         | 6-2, 4-6, 7-5        | Tableau |
| 18 | 06/04/2015 | Katowice Open, Katowice                            | Intern'l     | 250 000 $    | Dur (int.)      | Anna K. Schmiedlová | Camila Giorgi        | 6-4, 6-3             | Tableau |
| 19 | 13/04/2015 | Claro Open Colsanitas, Bogota                      | Intern'l     | 250 000 $    | Terre (ext.)    | Teliana Pereira     | Yaroslava Shvedova   | 7-62, 6-1            | Tableau |
| 20 | 20/04/2015 | Porsche Tennis Grand Prix, Stuttgart               | Premier      | 731 000 $    | Terre (int.)    | Angelique Kerber    | Caroline Wozniacki   | 3-6, 6-1, 7-5        | Tableau |
| 21 | 27/04/2015 | GP Princesse Lalla Meryem, Marrakech               | Intern'l     | 250 000 $    | Terre (ext.)    | Elina Svitolina     | Tímea Babos          | 7-5, 7-63            | Tableau |
| 22 | 27/04/2015 | J&T Banka Prague Open, Prague                      | Intern'l     | 250 000 $    | Terre (ext.)    | Karolína Plíšková   | Lucie Hradecká       | 4-6, 7-5, 6-3        | Tableau |
| 23 | 02/05/2015 | Mutua Madrid Open, Madrid                          | PREMIER*     | 4 785 714 $  | Terre (ext.)    | Petra Kvitová       | Svetlana Kuznetsova  | 6-1, 6-2             | Tableau |
| 24 | 11/05/2015 | Internazionali BNL d'Italia, Rome                  | Premier 5    | 2 707 664 $  | Terre (ext.)    | Maria Sharapova     | Carla Suárez Navarro | 4-6, 7-5, 6-1        | Tableau |
| 25 | 17/05/2015 | Internationaux de Strasbourg, Strasbourg           | Intern'l     | 250 000 $    | Terre (ext.)    | Samantha Stosur     | Kristina Mladenovic  | 3-6, 6-2, 6-3        | Tableau |
| 26 | 17/05/2015 | Nürnberger Versicherungscup, Nuremberg             | Intern'l     | 250 000 $    | Terre (ext.)    | Karin Knapp         | Roberta Vinci        | 7-65, 4-6, 6-1       | Tableau |
| 27 | 24/05/2015 | Roland-Garros, Paris                               | G. Chelem    | 15 980 135 $ | Terre (ext.)    | Serena Williams     | Lucie Šafářová       | 6-3, 6-72, 6-2       | Tableau |
| 28 | 08/06/2015 | Aegon Open Notthingham, Nottingham                 | Intern'l     | 250 000 $    | Gazon (ext.)    | Ana Konjuh          | Monica Niculescu     | 1-6, 6-4, 6-2        | Tableau |
| 29 | 08/06/2015 | Topshelf Open, Bois-le-Duc                         | Intern'l     | 250 000 $    | Gazon (ext.)    | Camila Giorgi       | Belinda Bencic       | 7-5, 6-3             | Tableau |
| 30 | 15/06/2015 | Aegon Classic, Birmingham                          | Premier      | 731 000 $    | Gazon (ext.)    | Angelique Kerber    | Karolína Plíšková    | 6-75, 6-3, 7-64      | Tableau |
| 31 | 21/06/2015 | AEGON International, Eastbourne                    | Premier      | 731 000 $    | Gazon (ext.)    | Belinda Bencic      | Agnieszka Radwańska  | 6-4, 4-6, 6-0        | Tableau |
| 32 | 29/06/2015 | The Championships, Wimbledon                       | G. Chelem    | 20 458 117 $ | Gazon (ext.)    | Serena Williams     | Garbiñe Muguruza     | 6-4, 6-4             | Tableau |
| 33 | 13/07/2015 | BRD Bucharest Open, Bucarest                       | Intern'l     | 250 000 $    | Terre (ext.)    | Anna K. Schmiedlová | Sara Errani          | 7-63, 6-3            | Tableau |
| 34 | 13/07/2015 | Collector Swedish Open, Båstad                     | Intern'l     | 250 000 $    | Terre (ext.)    | Johanna Larsson     | Mona Barthel         | 6-3, 7-62            | Tableau |
| 35 | 20/07/2015 | TEB BNP Paribas Istanbul Cup, Istanbul             | Intern'l     | 250 000 $    | Dur (ext.)      | Lesia Tsurenko      | Urszula Radwańska    | 7-5, 6-1             | Tableau |
| 36 | 20/07/2015 | Nürnberger Gastein Ladies, Bad Gastein             | Intern'l     | 250 000 $    | Terre (ext.)    | Samantha Stosur     | Karin Knapp          | 3-6, 7-63, 6-2       | Tableau |
| 37 | 27/07/2015 | Baku Cup, Bakou                                    | Intern'l     | 250 000 $    | Dur (ext.)      | Margarita Gasparyan | Patricia Maria Țig   | 6-3, 5-7, 6-0        | Tableau |
| 38 | 27/07/2015 | Brasil Tennis Cup, Florianópolis                   | Intern'l     | 250 000 $    | Terre (ext.)    | Teliana Pereira     | Annika Beck          | 6-4, 4-6, 6-1        | Tableau |
| 39 | 27/07/2015 | Jiangxi Women's Tennis Open, Nanchang              | WTA 125      | 125 000 $    | Dur (ext.)      | Jelena Janković     | Chang Kai-chen       | 6-3, 7-66            | Tableau |
| 40 | 03/08/2015 | Bank of the West Classic, Stanford                 | Premier      | 731 000 $    | Dur (ext.)      | Angelique Kerber    | Karolína Plíšková    | 6-3, 5-7, 6-4        | Tableau |
| 41 | 03/08/2015 | Citi Open, Washington                              | Intern'l     | 250 000 $    | Dur (ext.)      | Sloane Stephens     | A. Pavlyuchenkova    | 6-1, 6-2             | Tableau |
| 42 | 10/08/2015 | Rogers Cup by National Bank, Toronto               | Premier 5    | 2 513 000 $  | Dur (ext.)      | Belinda Bencic      | Simona Halep         | 7-65, 6-74, 3-0, ab. | Tableau |
| 43 | 17/08/2015 | Western & Southern Open, Cincinnati                | Premier 5    | 2 701 240 $  | Dur (ext.)      | Serena Williams     | Simona Halep         | 6-3, 7-65            | Tableau |
| 44 | 23/08/2015 | Connecticut Open by United Technologies, New Haven | Premier      | 754 163 $    | Dur (ext.)      | Petra Kvitová       | Lucie Šafářová       | 6-76, 6-2, 6-2       | Tableau |
| 45 | 31/08/2015 | US Open, Flushing Meadows                          | G. Chelem    | 20 102 700 $ | Dur (ext.)      | Flavia Pennetta     | Roberta Vinci        | 7-64, 6-2            | Tableau |
| 46 | 08/09/2015 | Dalian Women's Tennis Open, Dalian                 | WTA 125      | 125 000 $    | Dur (ext.)      | Zheng Saisai        | Julia Glushko        | 2-6, 6-1, 7-5        | Tableau |
| 47 | 14/09/2015 | Coupe Banque Nationale, Québec                     | Intern'l     | 250 000 $    | Moquette (int.) | Annika Beck         | Jeļena Ostapenko     | 6-2, 6-2             | Tableau |
| 48 | 14/09/2015 | Japan Women's Open Tennis, Tokyo                   | Intern'l     | 250 000 $    | Dur (ext.)      | Yanina Wickmayer    | Magda Linette        | 4-6, 6-3, 6-3        | Tableau |
| 49 | 21/09/2015 | Toray Pan Pacific Open, Tokyo                      | Premier      | 1 000 000 $  | Dur (ext.)      | Agnieszka Radwańska | Belinda Bencic       | 6-2, 6-2             | Tableau |
| 50 | 21/09/2015 | Korea Open, Séoul                                  | Intern'l     | 500 000 $    | Dur (ext.)      | Irina-Camelia Begu  | A. Sasnovich         | 6-3, 6-1             | Tableau |
| 51 | 21/09/2015 | International Women's Open, Guangzhou              | Intern'l     | 250 000 $    | Dur (ext.)      | Jelena Janković     | Denisa Allertová     | 6-2, 6-0             | Tableau |
| 52 | 27/09/2015 | Dongfeng Motor Wuhan Open, Wuhan                   | Premier 5    | 2 513 000 $  | Dur (ext.)      | Venus Williams      | Garbiñe Muguruza     | 6-3, 3-0, ab.        | Tableau |
| 53 | 28/09/2015 | Tashkent Open, Tachkent                            | Intern'l     | 250 000 $    | Dur (ext.)      | Nao Hibino          | Donna Vekić          | 6-2, 6-2             | Tableau |
| 54 | 03/10/2015 | China Open, Pékin                                  | PREMIER*     | 4 749 040 $  | Dur (ext.)      | Garbiñe Muguruza    | Timea Bacsinszky     | 7-5, 6-4             | Tableau |
| 55 | 12/10/2015 | Tianjin Open, Tianjin                              | Intern'l     | 500 000 $    | Dur (ext.)      | Agnieszka Radwańska | Danka Kovinić        | 6-1, 6-2             | Tableau |
| 56 | 12/10/2015 | Prudential Hong Kong Tennis Open, Hong Kong        | Intern'l     | 250 000 $    | Dur (ext.)      | Jelena Janković     | Angelique Kerber     | 3-6, 7-64, 6-1       | Tableau |
| 57 | 12/10/2015 | Generali Ladies, Linz                              | Intern'l     | 250 000 $    | Dur (int.)      | A. Pavlyuchenkova   | Anna-Lena Friedsam   | 6-4, 6-3             | Tableau |
| 58 | 19/10/2015 | Kremlin Cup by Bank of Moscow, Moscou              | Premier      | 768 000 $    | Dur (int.)      | Svetlana Kuznetsova | A. Pavlyuchenkova    | 6-2, 6-1             | Tableau |
| 59 | 19/10/2015 | BGL BNP Paribas Open, Luxembourg                   | Intern'l     | 250 000 $    | Dur (int.)      | Misaki Doi          | Mona Barthel         | 6-4, 6-77, 6-0       | Tableau |
| 60 | 25/10/2015 | BNP Paribas WTA Finals by SC Global, Singapour     | Masters      | 7 000 000 $  | Dur (int.)      | Agnieszka Radwańska | Petra Kvitová        | 6-2, 4-6, 6-3        | Tableau |
| 61 | 03/11/2015 | Huajin Securities WTA Elite Trophy, Zhuhai         | Elite Trophy | 2 150 000 $  | Dur (int.)      | Venus Williams      | Karolína Plíšková    | 7-5, 7-66            | Tableau |
| 62 | 09/11/2015 | Engie Open de Limoges, Limoges                     | WTA 125      | 125 000 $    | Dur (int.)      | Caroline Garcia     | Louisa Chirico       | 6-1, 6-3             | Tableau |
| 63 | 09/11/2015 | E@ Hua Hin Championships, Hua Hin                  | WTA 125      | 125 000 $    | Dur (ext.)      | Yaroslava Shvedova  | Naomi Osaka          | 6-4, 6-78, 6-4       | Tableau |
| 64 | 16/11/2015 | OEC Taipei WTA Challenger, Taïwan                  | WTA 125      | 125 000 $    | Moquette (int.) | Tímea Babos         | Misaki Doi           | 7-5, 6-3             | Tableau |
| 65 | 23/11/2015 | Carlsbad Classic, Carlsbad                         | WTA 125      | 125 000 $    | Dur (ext.)      | Yanina Wickmayer    | Nicole Gibbs         | 6-3, 7-64            | Tableau |

### Double
| No | Date       | Nom et lieu du tournoi                            | Catégorie    | Dotation     | Surface         | Vainqueures                            | Finalistes                              | Score              |         |
| -- | ---------- | ------------------------------------------------- | ------------ | ------------ | --------------- | -------------------------------------- | --------------------------------------- | ------------------ | ------- |
| 1  | 04/01/2015 | Brisbane International by Suncorp Brisbane        | Premier      | 1 000 000 $  | Dur (ext.)      | Martina Hingis Sabine Lisicki          | Caroline Garcia Katarina Srebotnik      | 6-2, 7-5           | Tableau |
| 2  | 04/01/2015 | Shenzhen Open Shenzhen                            | Intern'l     | 500 000 $    | Dur (ext.)      | Lyudmyla Kichenok Nadiia Kichenok      | Liang Chen Wang Yafan                   | 6-4, 7-66          | Tableau |
| 3  | 05/01/2015 | ASB Classic Auckland                              | Intern'l     | 250 000 $    | Dur (ext.)      | Sara Errani Roberta Vinci              | Shuko Aoyama Renata Voráčová            | 6-2, 6-1           | Tableau |
| 4  | 11/01/2015 | Apia International Sydney Sydney                  | Premier      | 731 000 $    | Dur (ext.)      | Bethanie Mattek Sania Mirza            | Raquel Kops-Jones Abigail Spears        | 6-3, 6-3           | Tableau |
| 5  | 11/01/2015 | Hobart International Hobart                       | Intern'l     | 250 000 $    | Dur (ext.)      | Kiki Bertens Johanna Larsson           | Vitalia Diatchenko Monica Niculescu     | 7-5, 6-3           | Tableau |
| 6  | 19/01/2015 | Australian Open Melbourne                         | G. Chelem    | 15 561 973 $ | Dur (ext.)      | Bethanie Mattek Lucie Šafářová         | Chan Yung-jan Zheng Jie                 | 6-4, 7-65          | Tableau |
| 7  | 09/02/2015 | BNP Paribas Fortis Diamond Games Anvers           | Premier      | 731 000 $    | Dur (int.)      | Anabel Medina Arantxa Parra            | An-Sophie Mestach Alison Van Uytvanck   | 6-4, 3-6, [10-5]   | Tableau |
| 8  | 09/02/2015 | PTT Thailand Open Pattaya                         | Intern'l     | 250 000 $    | Dur (ext.)      | Chan Hao-ching Chan Yung-jan           | Shuko Aoyama Tamarine Tanasugarn        | 2-6, 6-4, [10-3]   | Tableau |
| 9  | 15/02/2015 | Duty Free Tennis Championships Dubaï              | Premier 5    | 2 513 000 $  | Dur (ext.)      | Tímea Babos Kristina Mladenovic        | Garbiñe Muguruza Carla Suárez Navarro   | 6-3, 6-2           | Tableau |
| 10 | 16/02/2015 | Rio Open by Claro Rio de Janeiro                  | Intern'l     | 250 000 $    | Terre (ext.)    | Ysaline Bonaventure Rebecca Peterson   | Irina-Camelia Begu María Irigoyen       | 3-0, ab.           | Tableau |
| 11 | 23/02/2015 | Qatar Total Open 2015 Doha                        | Premier      | 731 000 $    | Dur (ext.)      | Raquel Kops-Jones Abigail Spears       | Hsieh Su-wei Sania Mirza                | 6-4, 6-4           | Tableau |
| 12 | 23/02/2015 | Abierto Mexicano Telcel por HSBC Acapulco         | Intern'l     | 250 000 $    | Dur (ext.)      | Lara Arruabarrena M. T. Torró Flor     | Andrea Hlaváčková Lucie Hradecká        | 7-62, 5-7, [13-11] | Tableau |
| 13 | 02/03/2015 | Abierto Monterrey Afirme Monterrey                | Intern'l     | 500 000 $    | Dur (ext.)      | Gabriela Dabrowski Alicja Rosolska     | Anastasia Rodionova Arina Rodionova     | 6-3, 2-6, [10-3]   | Tableau |
| 14 | 02/03/2015 | BMW Malaysian Open Kuala Lumpur                   | Intern'l     | 250 000 $    | Dur (ext.)      | Liang Chen Wang Yafan                  | Yuliya Beygelzimer Olga Savchuk         | 4-6, 6-3, [10-4]   | Tableau |
| 15 | 11/03/2015 | BNP Paribas Open Indian Wells                     | PREMIER*     | 5 381 235 $  | Dur (ext.)      | Martina Hingis Sania Mirza             | Ekaterina Makarova Elena Vesnina        | 6-3, 6-4           | Tableau |
| 16 | 23/03/2015 | Miami Open presented by Itaú Miami                | PREMIER*     | 5 381 235 $  | Dur (ext.)      | Martina Hingis Sania Mirza             | Ekaterina Makarova Elena Vesnina        | 7-5, 6-1           | Tableau |
| 17 | 06/04/2015 | Family Circle Cup Charleston                      | Premier      | 731 000 $    | Terre (ext.)    | Martina Hingis Sania Mirza             | Casey Dellacqua Darija Jurak            | 6-0, 6-4           | Tableau |
| 18 | 06/04/2015 | Katowice Open Katowice                            | Intern'l     | 250 000 $    | Dur (int.)      | Ysaline Bonaventure Demi Schuurs       | Gioia Barbieri Karin Knapp              | 7-5, 4-6, [10-6]   | Tableau |
| 19 | 13/04/2015 | Claro Open Colsanitas Bogota                      | Intern'l     | 250 000 $    | Terre (ext.)    | Paula C. Gonçalves Beatriz Haddad Maia | Irina Falconi Shelby Rogers             | 6-3, 3-6, [10-6]   | Tableau |
| 20 | 20/04/2015 | Porsche Tennis Grand Prix Stuttgart               | Premier      | 731 000 $    | Terre (int.)    | Bethanie Mattek Lucie Šafářová         | Caroline Garcia Katarina Srebotnik      | 6-4, 6-3           | Tableau |
| 21 | 27/04/2015 | GP Princesse Lalla Meryem Marrakech               | Intern'l     | 250 000 $    | Terre (ext.)    | Tímea Babos Kristina Mladenovic        | Laura Siegemund Maryna Zanevska         | 6-1, 7-65          | Tableau |
| 22 | 27/04/2015 | J&T Banka Prague Open Prague                      | Intern'l     | 250 000 $    | Terre (ext.)    | Belinda Bencic Kateřina Siniaková      | Kateryna Bondarenko Eva Hrdinová        | 6-2, 6-2           | Tableau |
| 23 | 02/05/2015 | Mutua Madrid Open Madrid                          | PREMIER*     | 4 785 714 $  | Terre (ext.)    | Casey Dellacqua Yaroslava Shvedova     | Garbiñe Muguruza Carla Suárez Navarro   | 6-3, 6-74, [10-5]  | Tableau |
| 24 | 11/05/2015 | Internazionali BNL d'Italia Rome                  | Premier 5    | 2 707 664 $  | Terre (ext.)    | Tímea Babos Kristina Mladenovic        | Martina Hingis Sania Mirza              | 6-4, 6-3           | Tableau |
| 25 | 17/05/2015 | Internationaux de Strasbourg Strasbourg           | Intern'l     | 250 000 $    | Terre (ext.)    | Chuang Chia-jung Liang Chen            | Nadiia Kichenok Zheng Saisai            | 4-6, 6-4, [12-10]  | Tableau |
| 26 | 17/05/2015 | Nürnberger Versicherungscup Nuremberg             | Intern'l     | 250 000 $    | Terre (ext.)    | Chan Hao-ching Anabel Medina           | Lara Arruabarrena Raluca Olaru          | 6-4, 7-65          | Tableau |
| 27 | 24/05/2015 | Roland-Garros Paris                               | G. Chelem    | 15 980 135 $ | Terre (ext.)    | Bethanie Mattek Lucie Šafářová         | Casey Dellacqua Yaroslava Shvedova      | 3-6, 6-4, 6-2      | Tableau |
| 28 | 08/06/2015 | Aegon Open Notthingham Nottingham                 | Intern'l     | 250 000 $    | Gazon (ext.)    | Raquel Kops-Jones Abigail Spears       | Jocelyn Rae Anna Smith                  | 3-6, 6-3, [11-9]   | Tableau |
| 29 | 08/06/2015 | Topshelf Open Bois-le-Duc                         | Intern'l     | 250 000 $    | Gazon (ext.)    | Asia Muhammad Laura Siegemund          | Jelena Janković A. Pavlyuchenkova       | 6-3, 7-5           | Tableau |
| 30 | 15/06/2015 | Aegon Classic Birmingham                          | Premier      | 731 000 $    | Gazon (ext.)    | Garbiñe Muguruza Carla Suárez Navarro  | Andrea Hlaváčková Lucie Hradecká        | 6-4, 6-4           | Tableau |
| 31 | 21/06/2015 | AEGON International Eastbourne                    | Premier      | 731 000 $    | Gazon (ext.)    | Caroline Garcia Katarina Srebotnik     | Chan Yung-jan Zheng Jie                 | 7-65, 6-2          | Tableau |
| 32 | 29/06/2015 | The Championships Wimbledon                       | G. Chelem    | 20 458 117 $ | Gazon (ext.)    | Martina Hingis Sania Mirza             | Ekaterina Makarova Elena Vesnina        | 5-7, 7-64, 7-5     | Tableau |
| 33 | 13/07/2015 | BRD Bucharest Open Bucarest                       | Intern'l     | 250 000 $    | Terre (ext.)    | Oksana Kalashnikova Demi Schuurs       | Andreea Mitu Patricia Maria Țig         | 6-2, 6-2           | Tableau |
| 34 | 13/07/2015 | Collector Swedish Open Båstad                     | Intern'l     | 250 000 $    | Terre (ext.)    | Kiki Bertens Johanna Larsson           | Tatjana Maria Olga Savchuk              | 7-5, 6-4           | Tableau |
| 35 | 20/07/2015 | TEB BNP Paribas Istanbul Cup Istanbul             | Intern'l     | 250 000 $    | Dur (ext.)      | Daria Gavrilova Elina Svitolina        | Çağla Büyükakçay Jelena Janković        | 5-7, 6-1, [10-4]   | Tableau |
| 36 | 20/07/2015 | Nürnberger Gastein Ladies Bad Gastein             | Intern'l     | 250 000 $    | Terre (ext.)    | Danka Kovinić Stephanie Vogt           | Lara Arruabarrena Lucie Hradecká        | 4-6, 6-4, [10-3]   | Tableau |
| 37 | 27/07/2015 | Baku Cup Bakou                                    | Intern'l     | 250 000 $    | Dur (ext.)      | Margarita Gasparyan Alexandra Panova   | Vitalia Diatchenko Olga Savchuk         | 6-3, 7-5           | Tableau |
| 38 | 27/07/2015 | Brasil Tennis Cup Florianópolis                   | Intern'l     | 250 000 $    | Terre (ext.)    | Annika Beck Laura Siegemund            | María Irigoyen Paula Kania              | 6-3, 7-61          | Tableau |
| 39 | 27/07/2015 | Jiangxi Women's Tennis Open Nanchang              | WTA 125      | 125 000 $    | Dur (ext.)      | Chang Kai-chen Zheng Saisai            | Chan Chin-wei Wang Yafan                | 6-3, 4-6, [10-3]   | Tableau |
| 40 | 03/08/2015 | Bank of the West Classic Stanford                 | Premier      | 731 000 $    | Dur (ext.)      | Xu Yifan Zheng Saisai                  | Anabel Medina Arantxa Parra             | 6-1, 6-3           | Tableau |
| 41 | 03/08/2015 | Citi Open Washington                              | Intern'l     | 250 000 $    | Dur (ext.)      | Belinda Bencic Kristina Mladenovic     | Lara Arruabarrena Andreja Klepač        | 7-5, 7-67          | Tableau |
| 42 | 10/08/2015 | Rogers Cup by National Bank Toronto               | Premier 5    | 2 513 000 $  | Dur (ext.)      | Bethanie Mattek Lucie Šafářová         | Caroline Garcia Katarina Srebotnik      | 6-1, 6-2           | Tableau |
| 43 | 17/08/2015 | Western & Southern Open Cincinnati                | Premier 5    | 2 701 240 $  | Dur (ext.)      | Chan Hao-ching Chan Yung-jan           | Casey Dellacqua Yaroslava Shvedova      | 7-5, 6-4           | Tableau |
| 44 | 23/08/2015 | Connecticut Open by United Technologies New Haven | Premier      | 754 163 $    | Dur (ext.)      | Julia Görges Lucie Hradecká            | Chuang Chia-jung Liang Chen             | 6-3, 6-1           | Tableau |
| 45 | 31/08/2015 | US Open Flushing Meadows                          | G. Chelem    | 20 102 700 $ | Dur (ext.)      | Martina Hingis Sania Mirza             | Casey Dellacqua Yaroslava Shvedova      | 6-3, 6-3           | Tableau |
| 46 | 08/09/2015 | Dalian Women's Tennis Open Dalian                 | WTA 125      | 125 000 $    | Dur (ext.)      | Zhang Kailin Zheng Saisai              | Chan Chin-wei Darija Jurak              | 6-3, 6-4           | Tableau |
| 47 | 14/09/2015 | Coupe Banque Nationale Québec                     | Intern'l     | 250 000 $    | Moquette (int.) | Barbora Krejčíková An-Sophie Mestach   | María Irigoyen Paula Kania              | 4-6, 6-3, [12-10]  | Tableau |
| 48 | 14/09/2015 | Japan Women's Open Tennis Tokyo                   | Intern'l     | 250 000 $    | Dur (ext.)      | Chan Hao-ching Chan Yung-jan           | Misaki Doi Kurumi Nara                  | 6-1, 6-2           | Tableau |
| 49 | 21/09/2015 | Toray Pan Pacific Open Tokyo                      | Premier      | 1 000 000 $  | Dur (ext.)      | Garbiñe Muguruza Carla Suárez Navarro  | Chan Hao-ching Chan Yung-jan            | 7-5, 6-1           | Tableau |
| 50 | 21/09/2015 | Korea Open Séoul                                  | Intern'l     | 500 000 $    | Dur (ext.)      | Lara Arruabarrena Andreja Klepač       | Kiki Bertens Johanna Larsson            | 2-6, 6-3, [10-6]   | Tableau |
| 51 | 21/09/2015 | International Women's Open Guangzhou              | Intern'l     | 250 000 $    | Dur (ext.)      | Martina Hingis Sania Mirza             | Xu Shilin You Xiaodi                    | 6-3, 6-1           | Tableau |
| 52 | 27/09/2015 | Dongfeng Motor Wuhan Open Wuhan                   | Premier 5    | 2 513 000 $  | Dur (ext.)      | Martina Hingis Sania Mirza             | Irina-Camelia Begu Monica Niculescu     | 6-2, 6-3           | Tableau |
| 53 | 28/09/2015 | Tashkent Open Tachkent                            | Intern'l     | 250 000 $    | Dur (ext.)      | Margarita Gasparyan Alexandra Panova   | Vera Dushevina Kateřina Siniaková       | 6-1, 3-6, [10-3]   | Tableau |
| 54 | 03/10/2015 | China Open Pékin                                  | PREMIER*     | 4 749 040 $  | Dur (ext.)      | Martina Hingis Sania Mirza             | Chan Hao-ching Chan Yung-jan            | 6-79, 6-1, [10-8]  | Tableau |
| 55 | 12/10/2015 | Tianjin Open Tianjin                              | Intern'l     | 500 000 $    | Dur (ext.)      | Xu Yifan Zheng Saisai                  | Darija Jurak Nicole Melichar            | 6-2, 3-6, [10-8]   | Tableau |
| 56 | 12/10/2015 | Prudential Hong Kong Tennis Open Hong Kong        | Intern'l     | 250 000 $    | Dur (ext.)      | Alizé Cornet Yaroslava Shvedova        | Lara Arruabarrena Andreja Klepač        | 7-5, 6-4           | Tableau |
| 57 | 12/10/2015 | Generali Ladies Linz                              | Intern'l     | 250 000 $    | Dur (int.)      | Raquel Kops-Jones Abigail Spears       | Andrea Hlaváčková Lucie Hradecká        | 6-3, 7-5           | Tableau |
| 58 | 19/10/2015 | Kremlin Cup by Bank of Moscow Moscou              | Premier      | 768 000 $    | Dur (int.)      | Daria Kasatkina Elena Vesnina          | Irina-Camelia Begu Monica Niculescu     | 6-3, 6-77, [10-5]  | Tableau |
| 59 | 19/10/2015 | BGL BNP Paribas Open Luxembourg                   | Intern'l     | 250 000 $    | Dur (int.)      | Mona Barthel Laura Siegemund           | Anabel Medina Arantxa Parra             | 6-2, 7-62          | Tableau |
| 60 | 25/10/2015 | BNP Paribas WTA Finals by SC Global Singapour     | Masters      | 7 000 000 $  | Dur (int.)      | Martina Hingis Sania Mirza             | Garbiñe Muguruza Carla Suárez Navarro   | 6-0, 6-3           | Tableau |
| 61 | 03/11/2015 | Huajin Securities WTA Elite Trophy Zhuhai         | Elite Trophy | 2 150 000 $  | Dur (int.)      | Liang Chen Wang Yafan                  | Anabel Medina Arantxa Parra             | 6-4, 6-3           | Tableau |
| 62 | 09/11/2015 | Engie Open de Limoges Limoges                     | WTA 125      | 125 000 $    | Dur (int.)      | Barbora Krejčíková Mandy Minella       | Margarita Gasparyan Oksana Kalashnikova | 1-6, 7-5, [10-6]   | Tableau |
| 63 | 09/11/2015 | E@ Hua Hin Championships Hua Hin                  | WTA 125      | 125 000 $    | Dur (ext.)      | Liang Chen Wang Yafan                  | Varat. Wongteanchai Yang Zhaoxuan       | 6-3, 6-4           | Tableau |
| 64 | 16/11/2015 | OEC Taipei WTA Challenger Taïwan                  | WTA 125      | 125 000 $    | Moquette (int.) | Kanae Hisami Kotomi Takahata           | Marina Melnikova Elise Mertens          | 6-1, 6-2           | Tableau |
| 65 | 23/11/2015 | Carlsbad Classic Carlsbad                         | WTA 125      | 125 000 $    | Dur (ext.)      | Gabriela Cé Verónica Cepede Royg       | Oksana Kalashnikova Tatjana Maria       | 1-6, 6-4, [10-8]   | Tableau |

### Double mixte
| No | Date       | Nom et lieu du tournoi         | Catégorie | Dotation     | Surface      | Vainqueures                        | Finalistes                        | Score            |         |
| -- | ---------- | ------------------------------ | --------- | ------------ | ------------ | ---------------------------------- | --------------------------------- | ---------------- | ------- |
| 1  | 04/01/2015 | Hyundai Hopman Cup XXVII Perth | ITF       | 1 000 000 $  | Dur (int.)   | Agnieszka Radwańska Jerzy Janowicz | Serena Williams John Isner        | 2 matchs à 1     | Tableau |
| 2  | 19/01/2015 | Australian Open Melbourne      | G. Chelem | 15 561 973 $ | Dur (ext.)   | Martina Hingis Leander Paes        | Kristina Mladenovic Daniel Nestor | 6-4, 6-3         | Tableau |
| 3  | 24/05/2015 | Roland-Garros Paris            | G. Chelem | 15 980 135 $ | Terre (ext.) | Bethanie Mattek Mike Bryan         | Lucie Hradecká Marcin Matkowski   | 7-63, 6-1        | Tableau |
| 4  | 29/06/2015 | The Championships Wimbledon    | G. Chelem | 20 458 117 $ | Gazon (ext.) | Martina Hingis Leander Paes        | Tímea Babos Alexander Peya        | 6-1, 6-1         | Tableau |
| 5  | 31/08/2015 | US Open Flushing Meadows       | G. Chelem | 20 102 700 $ | Dur (ext.)   | Martina Hingis Leander Paes        | Bethanie Mattek Sam Querrey       | 6-4, 3-6, [10-7] | Tableau |

## Fed Cup
La finale de la Fed Cup 2015 se joue à Prague et oppose la République tchèque à la Russie. L'équipe tchèque, emmenée notamment par Petra Kvitová, tente de conserver son trophée et atteint la finale pour la 4e fois en 5 ans (pour 3 titres). Pour la Russie, il s'agit d'une revanche de la dernière finale de 2011 perdue à domicile contre ces mêmes Tchèques ; son dernier succès dans la compétition remontant à 2008.
| | République tchèque | 3                                 | - | 2 | Russie |  |  |
| --- | ------------------ | --------------------------------- | - | - | ------ |  |  |
| O2 Arena, Prague, République tchèque |                    |                                   |   |   |        |  |  |
| du 14 au 15 novembre 2015 sur dur (int.) |                    |                                   |   |   |        |  |  |
| \| 1 \| \| Petra Kvitová \| 2 \| 6 \| 6 \| \| \| \| 1 \| \| Anastasia Pavlyuchenkova \| 6 \| 1 \| 1 \| \| \| \| 2 \| \| Karolína Plíšková \| 3 \| 4 \| \| \| \| \| 2 \| \| Maria Sharapova \| 6 \| 6 \| \| \| \| \| 3 \| \| Petra Kvitová \| 6 \| 4 \| 2 \| \| \| \| 3 \| \| Maria Sharapova \| 3 \| 6 \| 6 \| \| \| \| \| \| \| \| \| \| \| \| \| 4 \| \| Karolína Plíšková \| 6 \| 6 \| \| \| \| \| 4 \| \| Anastasia Pavlyuchenkova \| 3 \| 4 \| \| \| \| \| \| \| \| \| \| \| \| \| \| 5 \| \| Ka. Plíšková - Barbora Strýcová \| 4 \| 6 \| 6 \| \| \| \| 5 \| \| A. Pavlyuchenkova - Elena Vesnina \| 6 \| 3 \| 2 \| \| \| \| \| \| \| \| \| \| \| \| |                    |                                   |   |   |        |  |  |
| 1 |                    | Petra Kvitová                     | 2 | 6 | 6      |  |  |
| 1 |                    | Anastasia Pavlyuchenkova          | 6 | 1 | 1      |  |  |
| 2 |                    | Karolína Plíšková                 | 3 | 4 |        |  |  |
| 2 |                    | Maria Sharapova                   | 6 | 6 |        |  |  |
| 3 |                    | Petra Kvitová                     | 6 | 4 | 2      |  |  |
| 3 |                    | Maria Sharapova                   | 3 | 6 | 6      |  |  |
| |                    |                                   |   |   |        |  |  |
| 4 |                    | Karolína Plíšková                 | 6 | 6 |        |  |  |
| 4 |                    | Anastasia Pavlyuchenkova          | 3 | 4 |        |  |  |
| |                    |                                   |   |   |        |  |  |
| 5 |                    | Ka. Plíšková - Barbora Strýcová   | 4 | 6 | 6      |  |  |
| 5 |                    | A. Pavlyuchenkova - Elena Vesnina | 6 | 3 | 2      |  |  |
| |                    |                                   |   |   |        |  |  |

| 1 |  | Petra Kvitová                     | 2 | 6 | 6 |  |  |
| 1 |  | Anastasia Pavlyuchenkova          | 6 | 1 | 1 |  |  |
| 2 |  | Karolína Plíšková                 | 3 | 4 |   |  |  |
| 2 |  | Maria Sharapova                   | 6 | 6 |   |  |  |
| 3 |  | Petra Kvitová                     | 6 | 4 | 2 |  |  |
| 3 |  | Maria Sharapova                   | 3 | 6 | 6 |  |  |
|   |  |                                   |   |   |   |  |  |
| 4 |  | Karolína Plíšková                 | 6 | 6 |   |  |  |
| 4 |  | Anastasia Pavlyuchenkova          | 3 | 4 |   |  |  |
|   |  |                                   |   |   |   |  |  |
| 5 |  | Ka. Plíšková - Barbora Strýcová   | 4 | 6 | 6 |  |  |
| 5 |  | A. Pavlyuchenkova - Elena Vesnina | 6 | 3 | 2 |  |  |
|   |  |                                   |   |   |   |  |  |

Source : Fiche détaillée de la rencontre sur le site de la Fed Cup.

## Informations statistiques

### En simple
| Joueuse                  | Nombre | Titre(s)                                                    |
| ------------------------ | ------ | ----------------------------------------------------------- |
| Serena Williams          | 5      | Autralian Open, Miami, Roland-Garros, Wimbledon, Cincinnati |
| Angelique Kerber         | 4      | Charleston, Stuttgart, Birmingham, Stanford                 |
| Simona Halep             | 3      | Shenzhen, Dubaï, Indian Wells                               |
| Jelena Janković          | 3      | Nanchang, Guangzhou, Hong Kong                              |
| Petra Kvitová            | 3      | Sydney, Madrid, New Haven                                   |
| Agnieszka Radwańska      | 3      | Tokyo II, Tianjin, Masters                                  |
| Venus Williams           | 3      | Auckland, Wuhan, Zhuhai                                     |
| Timea Bacsinszky         | 2      | Acapulco, Monterrey                                         |
| Belinda Bencic           | 2      | Eastbourne, Toronto                                         |
| Teliana Pereira          | 2      | Bogota, Florianópolis                                       |
| Anna K. Schmiedlová      | 2      | Katowice, Bucarest                                          |
| Maria Sharapova          | 2      | Brisbane, Rome                                              |
| Samantha Stosur          | 2      | Strasbourg, Bad Gastein                                     |
| Yanina Wickmayer         | 2      | Tokyo I, Carlsbad                                           |
| Tímea Babos              | 1      | Taïwan                                                      |
| Annika Beck              | 1      | Québec                                                      |
| Irina-Camelia Begu       | 1      | Séoul                                                       |
| Misaki Doi               | 1      | Luxembourg                                                  |
| Sara Errani              | 1      | Rio de Janeiro                                              |
| Caroline Garcia          | 1      | Limoges                                                     |
| Margarita Gasparyan      | 1      | Bakou                                                       |
| Camila Giorgi            | 1      | Bois-le-Duc                                                 |
| Daniela Hantuchová       | 1      | Pattaya                                                     |
| Nao Hibino               | 1      | Tachkent                                                    |
| Karin Knapp              | 1      | Nuremberg                                                   |
| Ana Konjuh               | 1      | Nottingham                                                  |
| Svetlana Kuznetsova      | 1      | Moscou                                                      |
| Johanna Larsson          | 1      | Båstad                                                      |
| Garbiñe Muguruza         | 1      | Pékin                                                       |
| Anastasia Pavlyuchenkova | 1      | Linz                                                        |
| Flavia Pennetta          | 1      | US Open                                                     |
| Andrea Petkovic          | 1      | Anvers                                                      |
| Karolína Plíšková        | 1      | Prague                                                      |
| Lucie Šafářová           | 1      | Doha                                                        |
| Yaroslava Shvedova       | 1      | Hua Hin                                                     |
| Sloane Stephens          | 1      | Washington                                                  |
| Elina Svitolina          | 1      | Marrakech                                                   |
| Lesia Tsurenko           | 1      | Istanbul                                                    |
| Heather Watson           | 1      | Hobart                                                      |
| Caroline Wozniacki       | 1      | Kuala Lumpur                                                |
| Zheng Saisai             | 1      | Dalian                                                      |

| Joueuse             | Début de carrière | Premier tournoi |
| ------------------- | ----------------- | --------------- |
| Belinda Bencic      | 2012              | Eastbourne      |
| Misaki Doi          | 2006              | Luxembourg      |
| Margarita Gasparyan | 2011              | Bakou           |
| Camila Giorgi       | 2006              | Bois-le-Duc     |
| Nao Hibino          | 2012              | Tachkent        |
| Ana Konjuh          | 2013              | Nottingham      |
| Johanna Larsson     | 2004              | Båstad          |
| Teliana Pereira     | 2004              | Bogota          |
| Anna K. Schmiedlová | 2011              | Katowice        |
| Sloane Stephens     | 2009              | Washington      |
| Lesia Tsurenko      | 2007              | Istanbul        |
| Zheng Saisai        | 2009              | Dalian          |

#### Titres par nation et par surface
| Pays               | Nombre par surface | Nombre par surface | Nombre par surface | Total | Titre(s)                                                                                         |
| Pays               | Dur                | Terre              | Gazon              | Total | Titre(s)                                                                                         |
| ------------------ | ------------------ | ------------------ | ------------------ | ----- | ------------------------------------------------------------------------------------------------ |
| États-Unis         | 7                  | 1                  | 1                  | 9     | Auckland, Autralian Open, Miami, Roland-Garros, Wimbledon, Washington, Cincinnati, Wuhan, Zhuhai |
| Allemagne          | 3                  | 2                  | 1                  | 6     | Anvers, Charleston, Stuttgart, Birmingham, Stanford, Québec                                      |
| République tchèque | 3                  | 2                  |                    | 5     | Sydney, Doha, Prague, Madrid, New Haven                                                          |
| Russie             | 4                  | 1                  |                    | 5     | Brisbane, Rome, Bakou, Linz, Moscou                                                              |
| Italie             | 1                  | 2                  | 1                  | 4     | Rio de Janeiro, Nuremberg, Bois-le-Duc, US Open                                                  |
| Suisse             | 3                  |                    | 1                  | 4     | Acapulco, Monterrey, Eastbourne, Toronto                                                         |
| Roumanie           | 4                  |                    |                    | 4     | Shenzhen, Dubaï, Indian Wells, Séoul                                                             |
| Pologne            | 3                  |                    |                    | 3     | Tokyo II, Tianjin, Masters                                                                       |
| Serbie             | 3                  |                    |                    | 3     | Nanchang, Guangzhou, Hong Kong                                                                   |
| Slovaquie          | 2                  | 1                  |                    | 3     | Pattaya, Katowice, Bucarest                                                                      |
| Australie          |                    | 2                  |                    | 2     | Strasbourg, Bad Gastein                                                                          |
| Belgique           | 2                  |                    |                    | 2     | Tokyo I, Carlsbad                                                                                |
| Brésil             | 1                  | 1                  |                    | 2     | Bogota, Florianópolis                                                                            |
| Japon              | 2                  |                    |                    | 2     | Tachkent, Luxembourg                                                                             |
| Ukraine            | 1                  | 1                  |                    | 2     | Marrakech, Istanbul                                                                              |
| Chine              | 1                  |                    |                    | 1     | Dalian                                                                                           |
| Croatie            |                    |                    | 1                  | 1     | Nottingham                                                                                       |
| Danemark           | 1                  |                    |                    | 1     | Kuala Lumpur                                                                                     |
| Espagne            | 1                  |                    |                    | 1     | Pékin                                                                                            |
| France             | 1                  |                    |                    | 1     | Limoges                                                                                          |
| Hongrie            | 1                  |                    |                    | 1     | Taïwan                                                                                           |
| Kazakhstan         | 1                  |                    |                    | 1     | Hua Hin                                                                                          |
| Royaume-Uni        | 1                  |                    |                    | 1     | Hobart                                                                                           |
| Suède              |                    | 1                  |                    | 1     | Båstad                                                                                           |

### En double
| Joueuse               | Nombre | Titres                                                                                          |
| --------------------- | ------ | ----------------------------------------------------------------------------------------------- |
| Martina Hingis        | 10     | Brisbane, Indian Wells, Miami, Charleston, Wimbledon, US Open, Guangzhou, Wuhan, Pékin, Masters |
| Sania Mirza           | 10     | Sydney, Indian Wells, Miami, Charleston, Wimbledon, US Open, Guangzhou, Wuhan, Pékin, Masters   |
| Bethanie Mattek-Sands | 5      | Sydney, Autralian Open, Stuttgart, Roland-Garros, Toronto                                       |
| Chan Hao-ching        | 4      | Pattaya, Nuremberg, Cincinnati, Tokyo I                                                         |
| Liang Chen            | 4      | Kuala Lumpur, Strasbourg, Zhuhai, Hua Hin                                                       |
| Kristina Mladenovic   | 4      | Dubaï, Marrakech, Rome, Washington                                                              |
| Lucie Šafářová        | 4      | Autralian Open, Stuttgart, Roland-Garros, Toronto                                               |
| Zheng Saisai          | 4      | Nanchang, Stanford, Dalian, Tianjin                                                             |
| Tímea Babos           | 3      | Dubaï, Marrakech, Rome                                                                          |
| Chan Yung-jan         | 3      | Pattaya, Cincinnati, Tokyo I                                                                    |
| Raquel Kops-Jones     | 3      | Doha, Nottingham, Linz                                                                          |
| Laura Siegemund       | 3      | Bois-le-Duc, Florianópolis, Luxembourg                                                          |
| Abigail Spears        | 3      | Doha, Nottingham, Linz                                                                          |
| Wang Yafan            | 3      | Kuala Lumpur, Zhuhai, Hua Hin                                                                   |
| Lara Arruabarrena     | 2      | Acapulco, Séoul                                                                                 |
| Belinda Bencic        | 2      | Prague, Washington                                                                              |
| Kiki Bertens          | 2      | Hobart, Båstad                                                                                  |
| Ysaline Bonaventure   | 2      | Rio de Janeiro, Katowice                                                                        |
| Margarita Gasparyan   | 2      | Bakou, Tachkent                                                                                 |
| Barbora Krejčíková    | 2      | Québec, Limoges                                                                                 |
| Johanna Larsson       | 2      | Hobart, Båstad                                                                                  |
| Anabel Medina         | 2      | Anvers, Nuremberg                                                                               |
| Garbiñe Muguruza      | 2      | Birmingham, Tokyo II                                                                            |
| Alexandra Panova      | 2      | Bakou, Tachkent                                                                                 |
| Demi Schuurs          | 2      | Katowice, Bucarest                                                                              |
| Yaroslava Shvedova    | 2      | Madrid, Hong Kong                                                                               |
| Carla Suárez Navarro  | 2      | Birmingham, Tokyo II                                                                            |
| Xu Yifan              | 2      | Stanford, Tianjin                                                                               |

| Joueuse                  | Début de carrière | Premier tournoi |
| ------------------------ | ----------------- | --------------- |
| Annika Beck              | 2008              | Florianópolis   |
| Belinda Bencic           | 2012              | Prague          |
| Kiki Bertens             | 2009              | Hobart          |
| Ysaline Bonaventure      | 2012              | Rio de Janeiro  |
| Gabriela Cé              | 2011              | Carlsbad        |
| Verónica Cepede Royg     | 2008              | Carlsbad        |
| Margarita Gasparyan      | 2011              | Bakou           |
| Daria Gavrilova          | 2009              | Istanbul        |
| Paula Cristina Gonçalves | 2007              | Bogota          |
| Beatriz Haddad Maia      | 2010              | Bogota          |
| Kanae Hisami             | 2005              | Taïwan          |
| Daria Kasatkina          | 2014              | Moscou          |
| Lyudmyla Kichenok        | 2006              | Shenzhen        |
| Nadiia Kichenok          | 2006              | Shenzhen        |
| Danka Kovinić            | 2010              | Bad Gastein     |
| Barbora Krejčíková       | 2011              | Québec          |
| An-Sophie Mestach        | 2009              | Québec          |
| Asia Muhammad            | 2006              | Bois-le-Duc     |
| Rebecca Peterson         | 2013              | Rio de Janeiro  |
| Demi Schuurs             | 2010              | Katowice        |
| Laura Siegemund          | 2002              | Bois-le-Duc     |
| Kotomi Takahata          | 2010              | Taïwan          |
| Wang Yafan               | 2010              | Kuala Lumpur    |
| Zhang Kailin             | 2010              | Dalian          |

#### Titres par nation
| Pays               | Nombre | Titre(s) |
| ------------------ | ------ | --- |
| Suisse             | 12     | Brisbane, Indian Wells, Miami, Charleston, Prague, Wimbledon, Washington, US Open, Guangzhou, Wuhan, Pékin, Masters |
| Inde               | 10     | Sydney, Indian Wells, Miami, Charleston, Wimbledon, US Open, Guangzhou, Wuhan, Pékin, Masters                       |
| États-Unis         | 9      | Sydney, Autralian Open, Doha, Stuttgart, Roland-Garros, Bois-le-Duc, Nottingham, Toronto, Linz                      |
| Chine              | 8      | Kuala Lumpur, Strasbourg, Nanchang, Stanford, Dalian, Tianjin, Zhuhai, Hua Hin                                      |
| République tchèque | 8      | Autralian Open, Stuttgart, Prague, Roland-Garros, Toronto, New Haven, Québec, Limoges                               |
| Espagne            | 6      | Anvers, Acapulco, Nuremberg, Birmingham, Tokyo II, Séoul                                                            |
| France             | 6      | Dubaï, Marrakech, Rome, Eastbourne, Washington, Hong Kong                                                           |
| Taipei chinois     | 6      | Pattaya, Nuremberg, Strasbourg, Nanchang, Cincinnati, Tokyo I                                                       |
| Allemagne          | 5      | Brisbane, Bois-le-Duc, Florianópolis, New Haven, Luxembourg                                                         |
| Pays-Bas           | 4      | Hobart, Katowice, Båstad, Bucarest                                                                                  |
| Russie             | 4      | Istanbul, Bakou, Tachkent, Moscou                                                                                   |
| Belgique           | 3      | Rio de Janeiro, Katowice, Québec                                                                                    |
| Hongrie            | 3      | Dubaï, Marrakech, Rome                                                                                              |
| Suède              | 3      | Hobart, Rio de Janeiro, Båstad                                                                                      |
| Brésil             | 2      | Bogota, Carlsbad |
| Kazakhstan         | 2      | Madrid, Hong Kong                                                                                                   |
| Slovénie           | 2      | Eastbourne, Séoul                                                                                                   |
| Ukraine            | 2      | Shenzhen, Istanbul                                                                                                  |
| Australie          | 1      | Madrid |
| Canada             | 1      | Monterrey |
| Géorgie            | 1      | Bucarest |
| Italie             | 1      | Auckland |
| Japon              | 1      | Taïwan |
| Liechtenstein      | 1      | Bad Gastein |
| Luxembourg         | 1      | Limoges |
| Monténégro         | 1      | Bad Gastein |
| Paraguay           | 1      | Carlsbad |
| Pologne            | 1      | Monterrey |

Note : Un titre remporté par une paire du même pays ne compte que pour un titre.

## Retraits du circuit
- Le 12 septembre 2015, alors qu'elle vient de remporter l'US Open, Flavia Pennetta annonce sa retraite lors de la remise des trophées.